# Nepomucenum

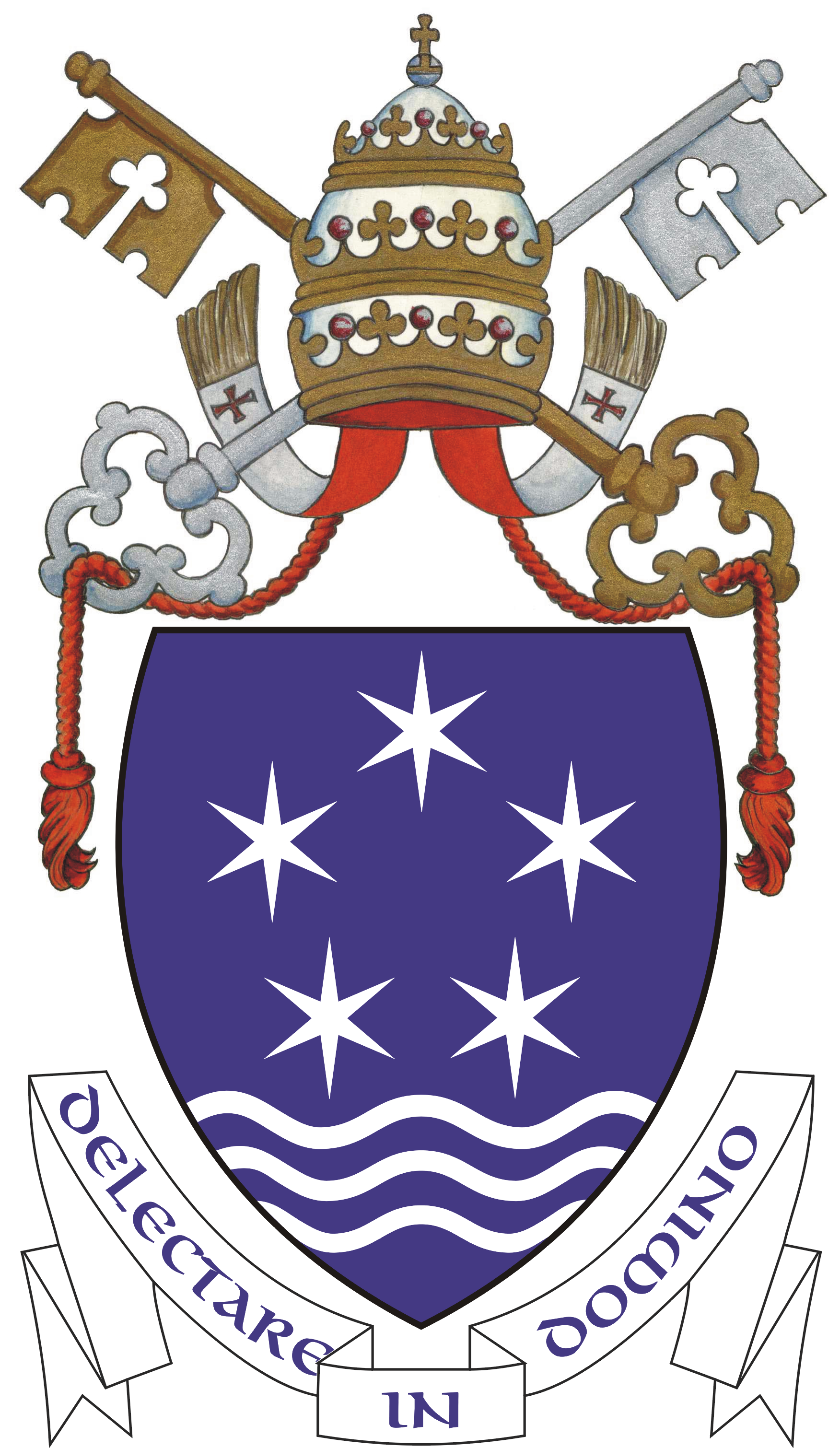
Znak Papežské koleje Nepomucenum

Papežská kolej Nepomucenum (italsky Pontificio Collegio Nepomuceno) je papežská kolej pro české a moravské bohoslovce v Římě, která byla založena jako česká kolej Bohemicum 4. listopadu 1884. Ve 20. letech 20. století získala kolej novou budovu, Nepomucenum, slavnostně otevřenou v roce svatováclavského jubilea 1929. V současné době v jeho budově také sídlí Český historický ústav v Římě.

## Stručná historie

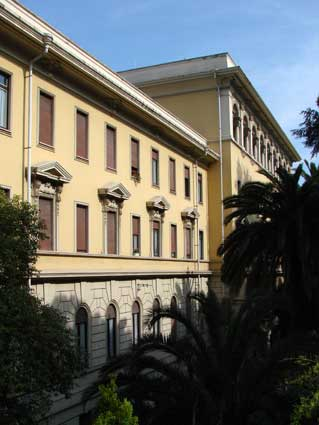
Papežská kolej Nepomucenum

### Bohemicum
Česká kolej Bohemicum byla otevřena 4. listopadu 1884 a byla umístěna v prostorách německého semináře a hospice Santa Maria dell’Anima, jejímž ředitelem byl Mons. Karl Jänig, český Němec. Na jejím počátku stojí kromě osoby samotného papeže Lva XIII. také českobudějovický biskup František z Pauly Jan Schönborn a první vicerektor koleje František Zapletal. Prvním rektorem koleje byl Benedetto Lorenzelli. Po odchodu Jänigově z vedení Animy bohoslovci bydleli v letech 1887–1888 v budově bývalé lombardské koleje u San Carlo al Corso. Až roku 1888 byl koupen bývalý klášter trinitářů na Via Sistina, kam alumni přesídlili 3. listopadu 1888.
Dne 1. ledna 1890 vydal papež Lev XIII., iniciátor existence české koleje, breve Vicariam potestatem, kterým kanonicky potvrdil existenci koleje a udělil jí práva a výsady kolejí papežských. K jejímu finančnímu zajištění přispělo darování českého poutního domu v Římě i věnování výnosu svatopetrského haléře z českých zemí pro potřeby koleje.
Smyslem existence Bohemika bylo především vytvoření římského ekvivalentu kněžské formace, orientovaného směrem k univerzálnímu a centrálnímu pojetí církve v kontrastu s formací v zemích monarchie, poznamenanou josefínským pojetím role kněze ve společnosti. Období národnostních střetů s sebou však přináší i druhý, neméně důležitý aspekt existence koleje: přispívat ke společnému soužití obou jazykových národů v Čechách (kolej je až do první světové války chápána výhradně jako kolej země české). Až po první světové válce do koleje začínají přicházet alumni z moravských diecézí a postupně i alumni ze Slovenska.
Alumni navštěvovali nejprve přednášky na Urbanově koleji, která sídlila v paláci Propagandy poblíž Španělského náměstí: z via Sistina to bylo skutečně jen několik kroků, ale když Urbaniana dostala novou prostoru na Janikulu, začalo se uvažovat o změně. Uvažovalo se nejprve o umístění koleje na samotném Janikulu, ale bylo těžko nalézt tam vhodný terén. Po vzniku Československa se navíc ukázalo, že počet diecézí je najednou trojnásobný, takže bylo nutno postavit kolej dostatečně velkou.

#### První alumni Bohemica (nástup v akademickém roce 1886/87)
Adam Winter, František Alois Maleček, Jan Nepomuk Říhánek, Josef Ptáček, Stanislav Hlína, Karel Schuster, Vojtěch Kořán, Leonard Rendl, Joseph Sabitzer, Heinrich Groubhofer, Antonín Žák.

### Vznik Nepomucena

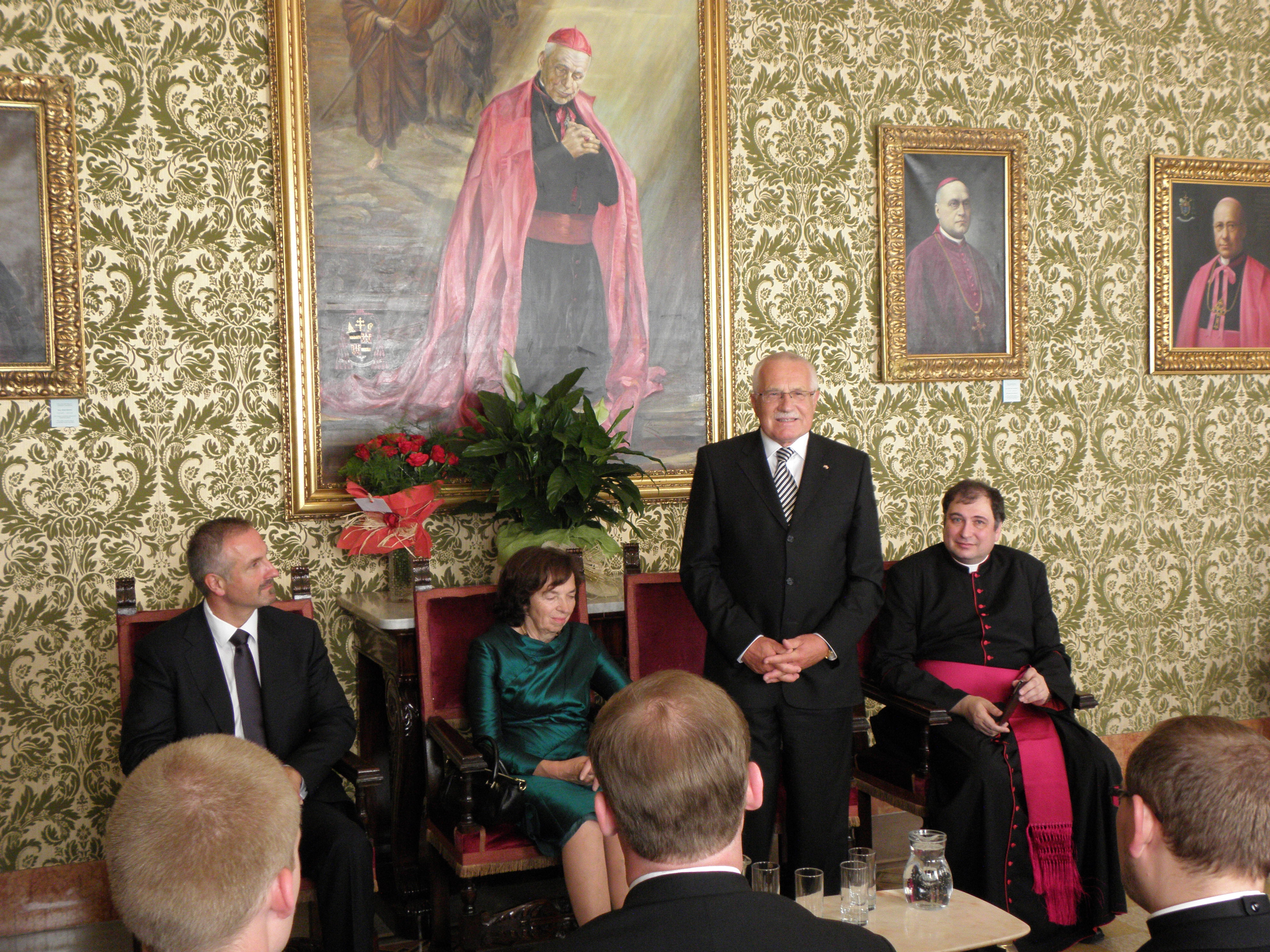
Prezident Václav Klaus s manželkou na návštěvě Nepomucena. Vpravo rektor Mons. Jan Mráz

Základní kámen ke stavbě nové koleje byl vysvěcen o narozeninách papeže Pia XI., 31. května 1927, Pietrem kardinálem Gasparrim. Nová budova Nepomucena byla posvěcena 23. dubna 1929; toto datum symbolicky spojovalo svátek svatého Vojtěcha, milénium svatého Václava, dvousetleté výročí kanonizace svatého Jana Nepomuckého a kněžské jubileum Pia XI. Kolej vysvětil pražský arcibiskup František Kordač. O rok později, 23. dubna 1930 papež Pius XI. přenesl apoštolskou konstitucí Ubi primum práva, majetek a povinnosti české koleje na nově postavené Nepomucenum.
V hlavní budově Nepomucena sídlí kněží, bohoslovci, velká kaple sv. Jana Nepomuckého, ale i kuchyně s prádelnou a Historický ústav s knihovnou. Vedle ní stojí menší dům s vrátnicí, v němž sídlí sestry boromejky, které obstarávají servis pro obyvatele Nepomucena a mají vlastní mariánskou kapličku.

## Výchova československé a české církevní elity
Nepomucenum sloužilo jako výchovný ústav pro církevní elitu v českých zemích a na Slovensku. Mezi významné exalumny české koleje patří mnozí pozdější biskupové, např. František Zapletal, Karel Kašpar, Josef Beran, Jozef Tomko, Karel Otčenášek, Šimon Bárta, Mořic Pícha, Antonín Alois Weber, Jaroslav Škarvada, Petr Esterka, Jan Vokál, Vlastimil Kročil, Zdenek Wasserbauer, Tomáš Holub, Prokop Brož, kanovníci a jiní vyšší představitelé církevní správy, profesoři teologie na československých fakultách a seminářích, známý disidentský teolog Josef Zvěřina, profesoři Vladimír Boublík, Karel Skalický, Karel Vrána, Jaroslav V. Polc a mnoho dalších.

### Exalumni České koleje v Římě pronásledovaní nacistickým a komunistickým režimem
- Josef kardinál Beran, pražský arcibiskup, alumnus 1907–1912, pronásledovaný nacisty a komunisty
- Mons. Mořic Pícha, královéhradecký biskup, alumnus 1888–1893, pronásledovaný komunisty
- Mons. Karel Otčenášek, královéhradecký biskup, vězněný a pronásledovaný komunisty
- Mons. Josef Čihák, svatovítský kanovník, alumnus 1902–1907, uvězněný komunisty
- Mons. Otakar Švec, svatovítský kanovník, alumnus 1907–1912, vězněný nacisty a komunisty
- Mons. Antonín Bořek-Dohalský, svatovítský kanovník, alumnus 1907–1912, uvězněný nacisty, zemřel v koncentračním táboře roku 1942
- Mons. Marcel Šmejkal, papežský diplomat.
- Jaroslav Kulač, svatovítský kanovník, alumnus 1908–1912, vězněný komunisty
- Josef Durek, litomyšlský probošt, alumnus 1908–1913, vězněný komunisty
- Jan Chalupecký, berounský děkan, alumnus 1911–1915, vězněný komunisty
- František Wonka, manětínský děkan, alumnus 1920–1925, vězněný komunisty
- Karel Gregor, profesor filosofie a fundamentální teologie v královéhradeckém semináři, alumnus 1921–1927, vězněný komunisty
- František Šital, představený jezuitské koleje v Bohosudově, alumnus 1923–1928, vězněný komunisty
- Josef Hájek, profesor církevních dějin v královéhradeckém semináři, alumnus 1924–1930, pronásledovaný a vězněný komunisty
- Mons. Vladimír Nováček, vězněný komunisty
- Mons. Hugo Doskočil, profesor a rektor královéhradeckého semináře, alumnus 1895–1900, vězněný komunisty
- Mons. Josef Ryška

## Přehled představených koleje
Od počátku existence koleje bývali rektory koleje jmenováni italští duchovní, většinou aktivně působící v prostředí římské kurie. Většina konkrétní péče o kolej i alumny spočívala na vicerektorovi obvykle českého původu, popř. na ekonomovi a na spirituálovi. Místa byla systematizována rakouským ministerstvem kultu, podobně i v nově vzniklé ČSR. Tato praxe se změnila až po druhé světové válce. V 60. letech a až do roku 1994 kdy odešla většina alumnů slovenského původu do slovenského ústavu, byl rektorem koleje Čech a vicerektorem Slovák.

### Rektoři

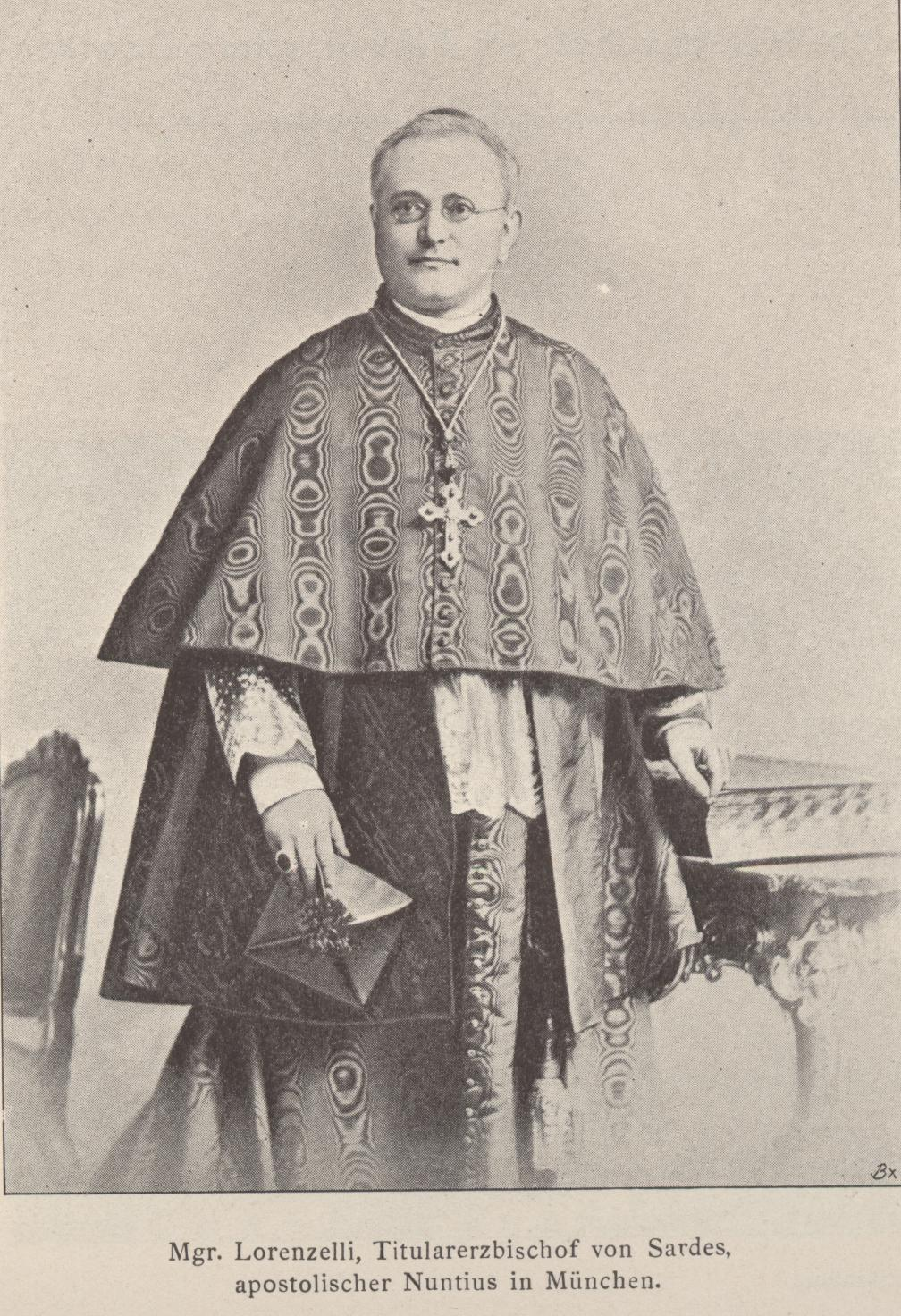
Benedetto Lorenzelli (portrét z pozdější doby)

- 1884–1893 Benedetto Lorenzelli (1853–1915) pozdější kardinál
- 1893–1904 Paolo Leva († 1924)
- 1904–1906 Pietro di Maria (1865–1937)
- 1907–1919 Francesco di Paola Solieri (1859–1928)
- 1919–1926 Leopoldo Capitani (1863–1926)
- 1926–1928 Alfredo Ottaviani (1890–1979) pozdější kardinál
- 1928–1950 Ferdinando Roveda (1878–1950)
- 1950–1963 Alfredo Bontempi (1894–1963)
- 1964–1977 František Planner (1912–1999)
- 1977–1993 Karel Vrána (1925–2004)
- 1993–1995 Karel Pilík (1918–2007)
- 1995–1998 Karel Janoušek (* 1947)
- 1998–2013 Jan Mráz (* 1962)
- 2013–2018 Petr Šikula (* 1974)
- 2018–2024 Roman Czudek (* 1975)
- od 2024 Tomáš Koumal

### Vicerektoři a ekonomové
- 1884–1904 František Zapletal vicerektor
- 1904–1909 František Stejskal (1866–1924) vicerektor
- 1909–1918 Jan Evangelista Dvořák (1880–1918) vicerektor
- 1918–1924 Josef Bouzek vicerektor
- 1924–1935 Václav Černý (1898–1935) vicerektor
- 1935–1965 Josef Bezdíček (1902–1972) vicerektor
- 1947–1950 František Planner ekonom, pozdější rektor
- 1950–1965 Jozef Tomko (1924–2022) ekonom – pozdější kardinál
- 1966–1972 Jozef Medový (1926–1999) vicerektor
- 1980–1987 Václav Plíšek vicerektor
- 1980–1989 Karel Říha SJ (1923–2016) asistent
- 1987–1990 František Škoda (1926–2016) vicerektor
- 1990–1995 Karel Janoušek vicerektor, pozdější rektor
- 1992–2000 Gejza Veselý (* 1941) ekonom, od roku 1995 vicerektor
- 2000–2002 Marek Hlávka (* 1964) vicerektor
- 2002–2011 František Koutný (* 1950) vicerektor
- 2011–2013 Jiří Sedláček (* 1960) vicerektor
- 2013–2018 Roman Czudek (* 1975), vicerektor
- 2018–2025 Vojtěch Novotný (* 1986), vicerektor

### Spirituálové
Funkci spirituála v české koleji původně vykonával vicerektor, spirituál začal být oficiálně jmenován až po první světové válce, prvním oficiálně jmenovaným spirituálem byl jezuita P. Bohumil Spáčil.
- během 1. sv. války Jan Hudeček CSsR
- 1919–1929 Bohumil Spáčil SJ
- 1929–1932 Josef Špatný SJ
- 1932–1945 Alois Stork SJ
- 1945–1951 Václav Feřt SJ (1903–1986)
- 1951–1989 Tomáš Špidlík SJ (1919–2010)
- 1989–1991 Josef Čupr SJ (* 1934)
- 1991–1994 Pavel Ambros SJ (* 1955)
- 1994–1995 Francesco Picciocchi
- 1995–1998 Jan Mráz – později rektor (* 1962)
- 1998–2002 Ludvík Bradáč (* 1965)
- 2002–2004 Jindřich Kotvrda
- 2004–2005 Jiří Sýkora SJ
- 2005–2007 Jan Šlégr (* 1973)
- 2007–2014 Richard Čemus SJ
- 2012–2014 Peter Dufka SJ (výpomoc)
- od 2014 Tomáš Roule (* 1975)